# Handley Page Gugnunc
O Handley Page H.P.39 foi um biplano de madeira designado no final dos anos de 1920. A aeronave estava destinada para uma competição promovida por Daniel Guggenheim a Fundo para a Promoção da Aeronáutica e a Competição de aeronaves seguras Guggenheim. O nome original de trabalho para a aeronave foi o Biplano de competição Guggenheim. O nome Gugnunc foi o primeiro não-oficial, vindo do cartoon de jornal Pip, Squeak and Wilfred (publicado no Daily Mirror e mais tarde em filmes mudos.), que depois tornou-se oficial.

## Construção e operação
Somente um exemplar foi construído, com a registração civil G-AACN, ele usava slots e flaps para obter a baixa velocidade necessária para a decolagem curta e aterrissagem em várias distancias para os prêmios de segurança.
A aeronave participou de competições em 1929. A maioria dos concorrentes não conseguiu entrar devido a problemas mecânicos ou a não satisfação das verificações de segurança dos organizadores. o Gugnunc obteve uma performance adequada, mas não recebeu nenhum prêmio.
Enquanto estava lá, a equipe da HP percebeu que os concorrentes da Curtiss estavam usando uma versão sem licença do slot Handley Page. Nas batalhas legais seguintes, os advogados da Curtiss levantaram um julgamento do pós-guerra em que as aeronaves estrangeiras (e particularmente as aeronaves de Handley Page) foram proibidas de ser importadas nos Estados Unidos.
No retorno para o Reino Unido, o avião continuou com voos experimentais, e foi finalmente comprado pelo Ministério do Ar, obteve a registração K1908, e foi alocado para o centro de pesquisa Royal Aircraft Establishment para a realização de testes. A aeronave foi removida em 1934 e preservada em um Museu de Ciências. Está atualmente em exposição no Science Museum de Wroughton, Wiltshire.